# Île de loisirs du Val-de-Seine
L'ile de loisirs du Val-de-Seine est une base de plein air et de loisirs située dans le département des Yvelines. Elle s’étend sur les communes des Mureaux et de Verneuil-sur-Seine. Elle est l'une des douze île de loisirs de la région Île-de-France.
Elle est située à 35 km à l'ouest de Paris et à 10 km de Poissy.

## Présentation
La base a été implantée en 1983 en bord de Seine, à l’emplacement d’une ancienne sablière, face à l’île de Vaux. Elle s’étend sur 260 hectares dont trois plans d’eau en enfilade qui couvrent ensemble 150 hectares : les étangs du Rouillard, de la Grosse Pierre et de Gallardon.
Contrairement à d’autres îles de loisirs franciliennes, elle n’est ni strictement urbaine comme l'île de loisirs de Créteil, ni rurale comme celle de Buthiers. En surplomb de la base se trouve la forêt de l’Hautil et les quatre communes du Syndicat mixte d’aménagement ont ensemble 67 000 habitants ce qui en fait une base également proche d'une zone urbaine.
Cette base garde un côté naturel du fait de la partie située entre la Seine et les étangs qui n’est pas aménagée.
Une entrée automobile est aménagée ainsi que quatre entrées piétonnes.

## Gestion
L'île de loisirs est, comme toutes celles d'Île-de-France, propriété de la Région, qui la gère via un syndicat mixte (SMEAG) regroupant la Région, le conseil départemental des Yvelines, la communauté urbaine Grand Paris Seine et Oise et la commune des Mureaux.
L'entrée est payante en haute saison et elle est ouverte au grand public de 9 h à 18 h.
Ils sont 500 000 en 1991 et 200 000 à fréquenter le site en 1996.
Elle emploie environ 25 salariés permanents et une quinzaine de saisonniers pour assurer l'accueil de 159 000 visiteurs par an. Les mois de juillet et août constitue le pic de visite avec 32 % de la fréquentation annuelle (5 600 visiteurs par semaine). 63 % des visiteurs résident dans une commune située à moins de 10 km.

## Activités

### Activités aquatiques et nautique
- Toute l’année
  - Voile
  - Planche à voile
  - Pêche sportive
  - Port de plaisance donnant sur la Seine, de 33 emplacements
- L’été
  - Baignade sur l'étang du Rouillard, surveillée par des maitres nageurs sauveteurs, cette activité est soumise à un droit d’entrée qui ouvre l’accès à d’autres activités.
  - Canoë-kayak
  - Location d’embarcations

### Autres activités
- Toute l’année
  - Centre équestre
  - Promenade
  - Jogging
  - Parcours VTT
  - Tennis de table
- L'été
  - Jeux de plein air (activités de plage, basket-ball, volley-ball, terrain de football, terrains de pétanque, badminton, aires de jeux pour enfants)

### Restauration
- Restaurant de la Plage, en self-service
- Brasserie du Lac
- Aires de pique-nique

### Hébergement
La base dispose pour les particuliers et les groupes de 138 lits d'hébergements et d'un camping pour 86 places et 5 bungalows.